# Wiceprzewodniczący brytyjskiej Partii Pracy
Wiceprzewodniczący Partii Pracy (en. Deputy Leader of the Labour Party) jest drugim pod względem znaczenia politykiem w brytyjskiej Partii Pracy, po jej liderze.

## Lista wiceprzewodniczących
- 1922–1932: John Robert Clynes
- 1931–1932: William Graham
- 1932–1935: Clement Richard Attlee
- 1935–1945: Arthur Greenwood
- 1945–1955: Herbert Morrison
- 1955–1959: Jim Griffiths
- 1959–1960: Aneurin Bevan
- 1960–1970: George Brown
- 1970–1972: Roy Jenkins
- 1972–1976: Edward Short
- 1976–1980: Michael Foot
- 1980–1983: Denis Healey
- 1983–1992: Roy Hattersley
- 1992–1994: Margaret Beckett
- 1994–2007: John Prescott
- 2007–2015: Harriet Harman
- 2015–2019: Tom Watson(inne języki)
- od 2019: Angela Rayner